# Cepav Uno
CEPAV Uno - Consorzio Eni Per l'Alta Velocità è il consorzio che si è occupato della progettazione e della realizzazione della Linea Ferroviaria ad Alta Velocità Milano-Bologna.

## Storia
Nasce il 19 luglio 1991 formato da Snamprogetti (35%), Saipem (12%), Aquater (5%), Consorzio Cooperative Costruzioni, Impresa Pizzarotti & C., Grandi Lavori Fincosit, Cogei tutte con il 12% cadauno.
Nell'ottobre 1991 sottoscrive con TAV S.p.A. la convenzione per la progettazione e la costruzione della linea ad alta velocità Milano-Bologna.
Nel 2002 i lavori partono definitivamente, coinvolgendo 1067 imprese fornitrici tra prodotti, servizi e manodopera.
La tratta è stata aperta nel dicembre 2008.
Sebbene i lavori siano terminati, Cepav Uno è ad oggi esistente: è ancora in essere una fideiussione di 6.12 milioni di euro a beneficio di RFI che il consorzio versò a TAV nel 1991 a garanzia del puntuale e corretto adempimento dei progetti e dei lavori.